# Марка денежных почтовых переводов

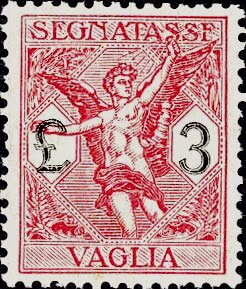
Марка денежных почтовых переводов Италии, 1924 г.

Ма́рка де́нежных почто́вых перево́дов, или переводна́я ма́рка, — особая почтовая марка, предназначенная для оплаты пересылки почтовых переводов.
Эти официальные марки общего пользования эмитировались только в некоторых государствах, причём непродолжительное время. Марки имеют специальную надпись о своём назначении. Приводятся далеко не во всех каталогах почтовых марок.
В большинстве стран мира при оплате пересылки денежных почтовых переводов обходятся без переводных марок.

## Описание
Марки денежных почтовых переводов как официальные марки общего пользования выпускались специально только для наклеивания на бланки денежных переводов.
Такие марки эмитировались только в некоторых государствах:
- Испании в 1911 и 1920 годах (исп. Giro)[3][4];
- Италии в 1924 году (итал. Vaglia)[5][6] и её колониях:
  - Итальянской Киренаике в 1924 году (итал. Vaglia)[7][8];
  - Итальянской Сомали в 1924 и 1926 годах (итал. Vaglia)[9][10];
  - Итальянской Триполитании в 1924 году (итал. Vaglia)[11][12];
  - Итальянской Эритреи в 1924 году (итал. Vaglia)[13][14];
  - Транс-Джубе в 1925 году (итал. Vaglia)[15];
- Нидерландах в 1884 году (нидерл. Postbewijs)[16][17];
- Сальвадоре в 1895 и 1905/1906 годах (исп. Giros Tasa)[18][19];
- Сан-Марино в 1924 году (итал. Vaglia)[20][21];
- США в 1945 году (англ. Postal Note)[22]

и других странах.
В большинстве стран мира оплата пересылки денежных почтовых переводов производится либо обычными почтовыми марками, либо наличными деньгами.

Переводные марки разных стран
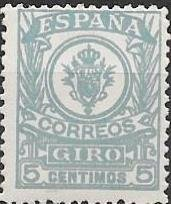
Испания, 5 сентимо (Mi #1; Yt #1)
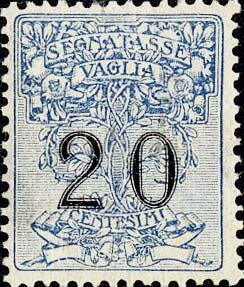
Италия, 20 чентезимо (Mi #1; Yt #1)
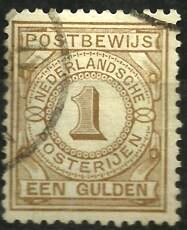
Нидерланды, 1 гульден (Mi #1; Yt #1)
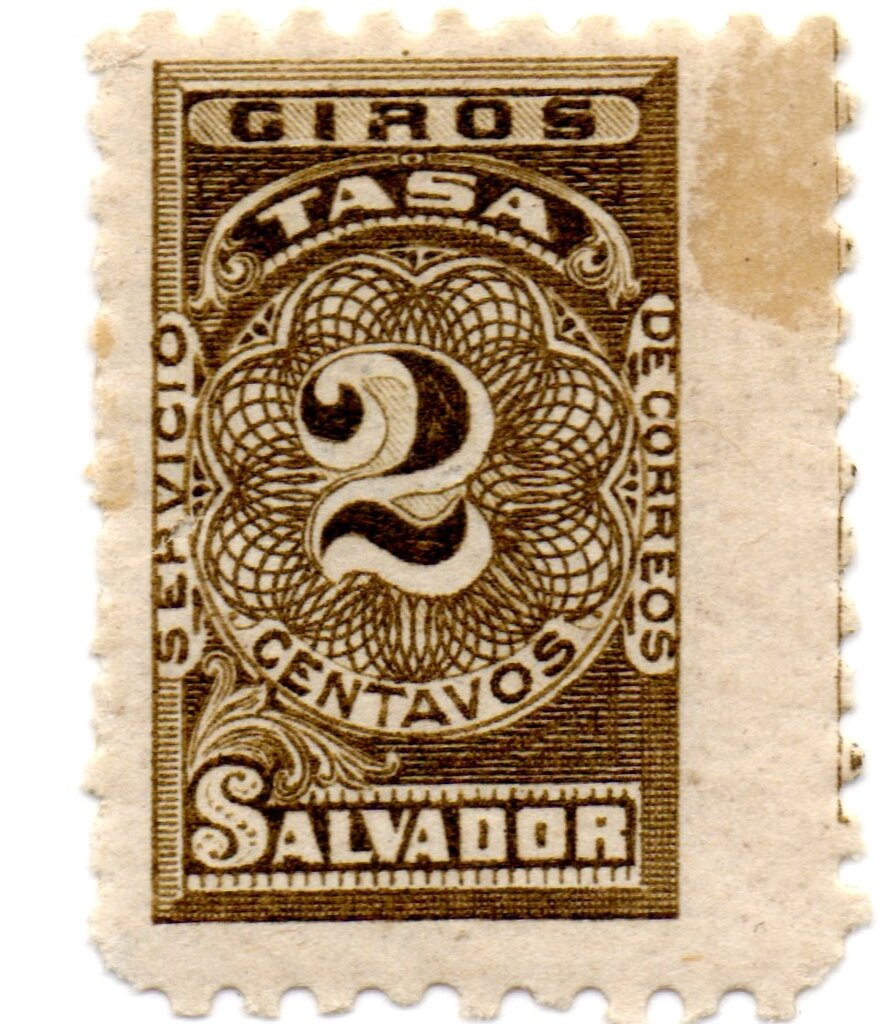
Сальвадор, 1895, 2 сентаво (Mi #2; Yt #2)
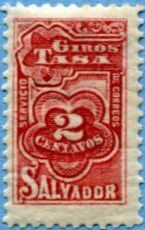
Сальвадор, 1905, 2 сентаво (Mi #11; Yt #11)
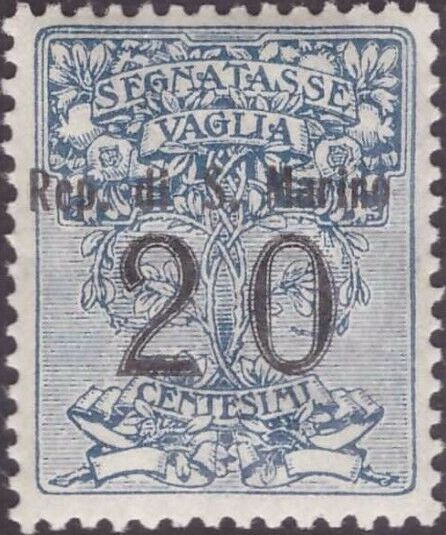
Сан-Марино, 20 чентезимо (Mi #1; Yt #1)
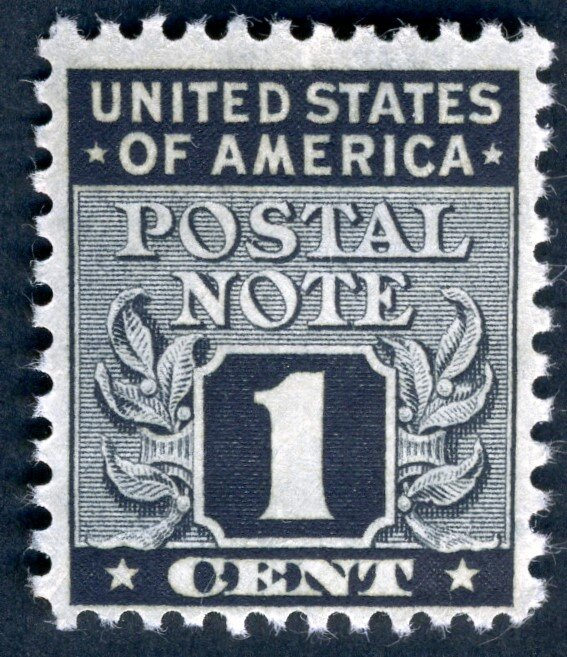
США, 1 цент (Sc #PN1)

Переводные марки итальянских колоний
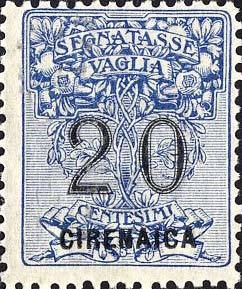
Киренаика, 20 чентезимо (Mi #1; Yt #1)
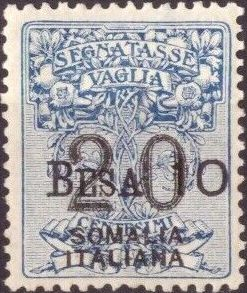
Сомали, 1924, 10 без (Mi #1; Yt #1)
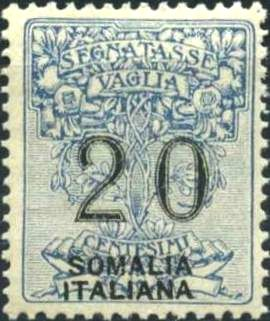
Сомали, 1926, 20 чентезимо (Mi #7; Yt #7)
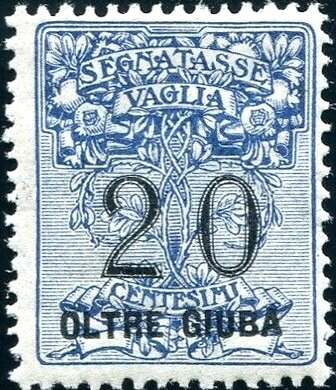
Транс-Джуба, 20 чентезимо (Mi #1)
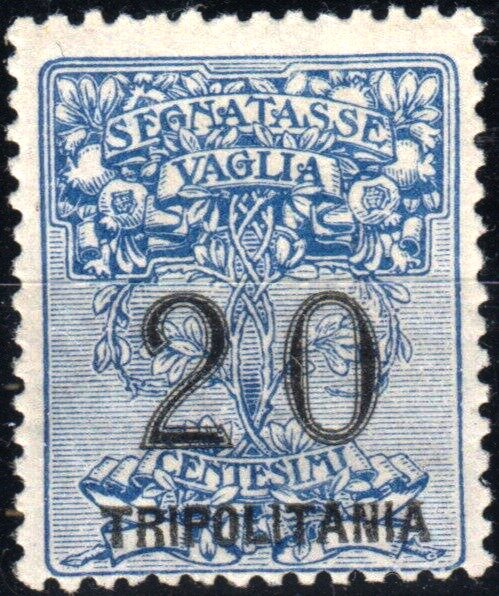
Триполитания, 20 чентезимо (Mi #1; Yt #1)
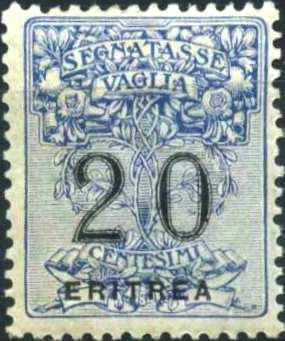
Эритрея, 20 чентезимо (Mi #1; Yt #1)

## Использование
Переводные марки могли использоваться двумя разными способами:
- оплачивать только стоимость почтового денежного перевода;
- оплачивать только дополнительную денежную сумму почтового ордера.

Оплата стоимости почтового денежного перевода производилась, например, в Италии и её колониях. Ордер денежного почтового перевода имел отрывные корешки с круглыми суммами в лирах. Сумма перевода составляла количество лир на крайнем из оставшихся корешков (и вписанное от руки) плюс вписанное от руки количество чентезимо. Ниже показан почтовый ордер итальянской колонии Киренаики для перевода 500 лир. Оплата перевода была произведена двумя марками в 50 чентезимо и 3 лиры, наклеенными на отведённые для них участки бланка перевода.

Почтовый ордер Киренаики от 2 марта 1925 года с двумя переводными марками
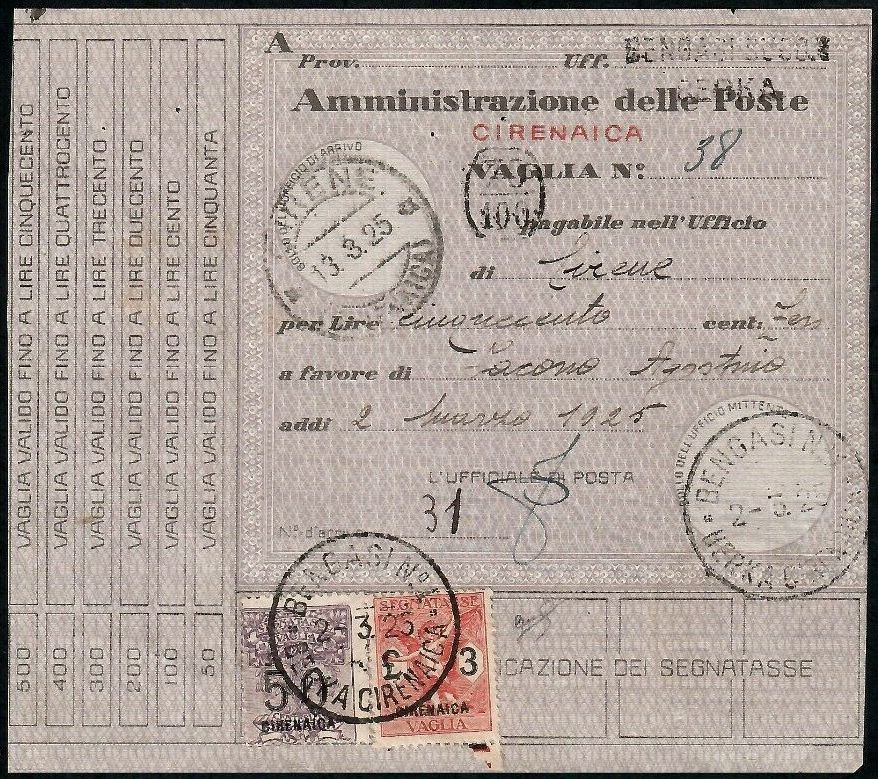
Почтовый ордер Киренаики
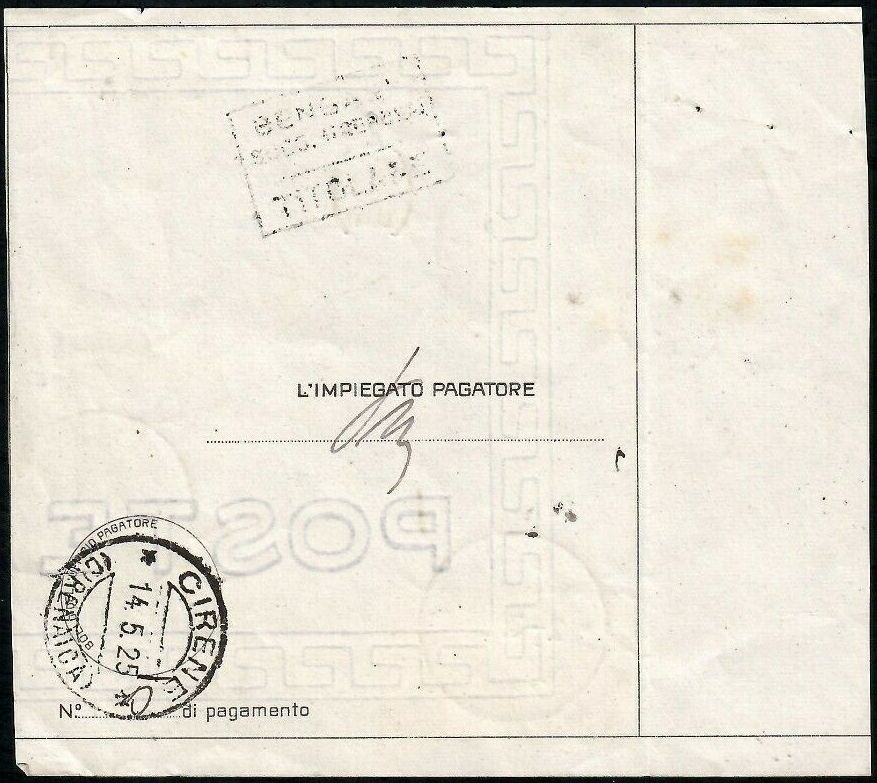
Оборот почтового ордера Киренаики

Дополнительный перевод денежных сумм переводные марки обеспечивали, например, в США. Ордер денежного почтового перевода имел напечатанную сумму перевода только в долларах, сумма перевода в центах добиралась переводными марками. Ниже показан целый почтовый ордер США для перевода 3 центов. Далее показаны корешки почтовых ордеров США для перевода 4,16, 0,52, 9,74 и 8,90 долларов.

Почтовый ордер США в 3 частях с двумя переводными марками — КПД 1 февраля 1945 года
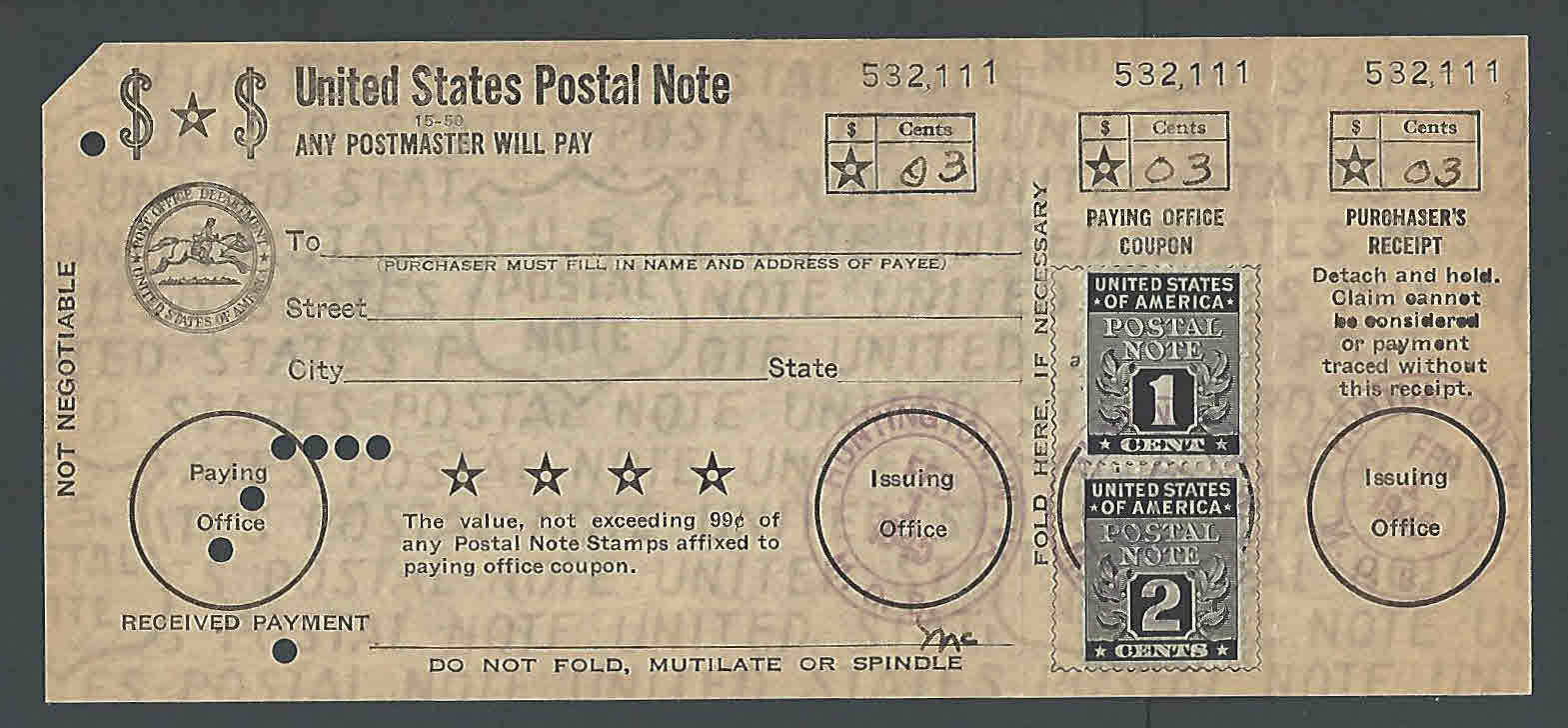
Почтовый ордер США
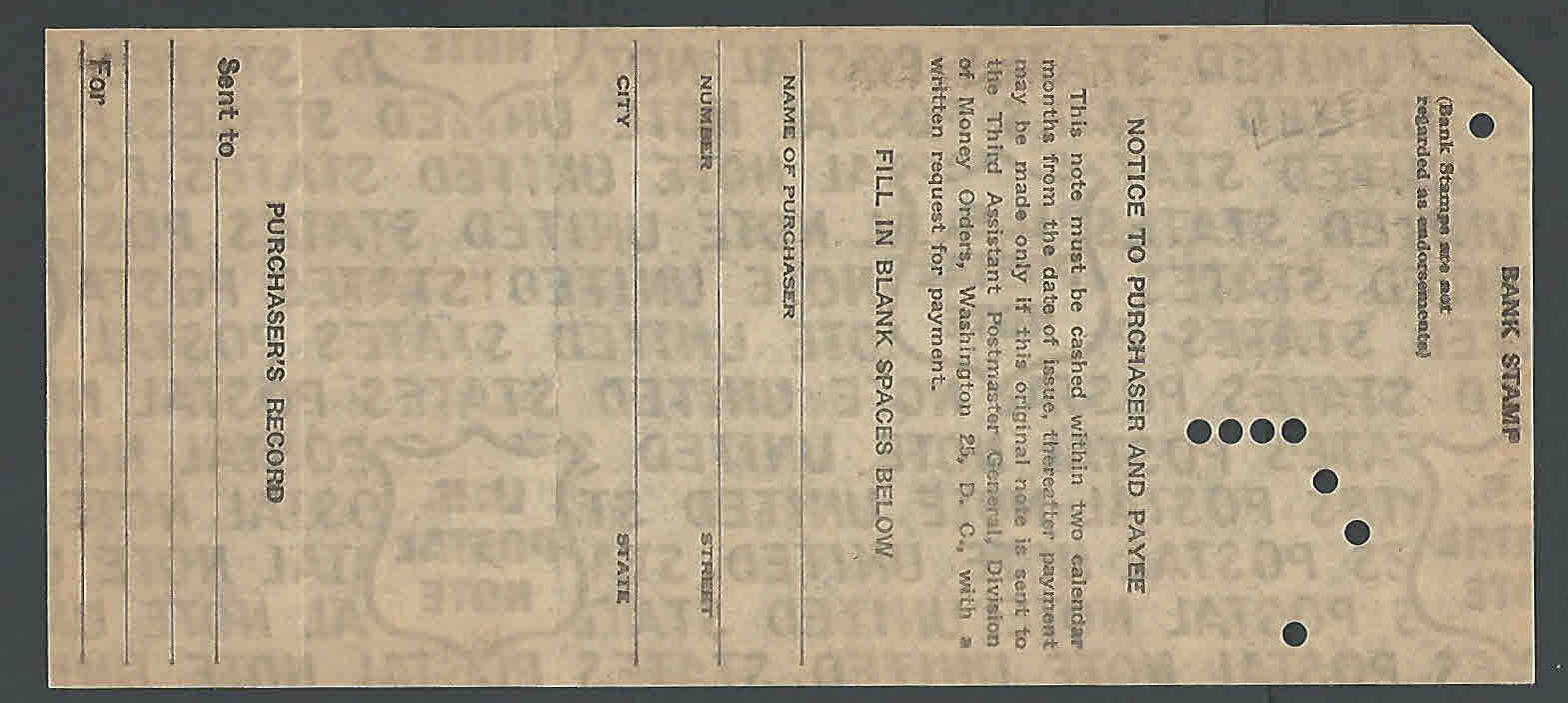
Оборот почтового ордера США

Корешки почтовых ордеров США с переводными марками и штемпелями
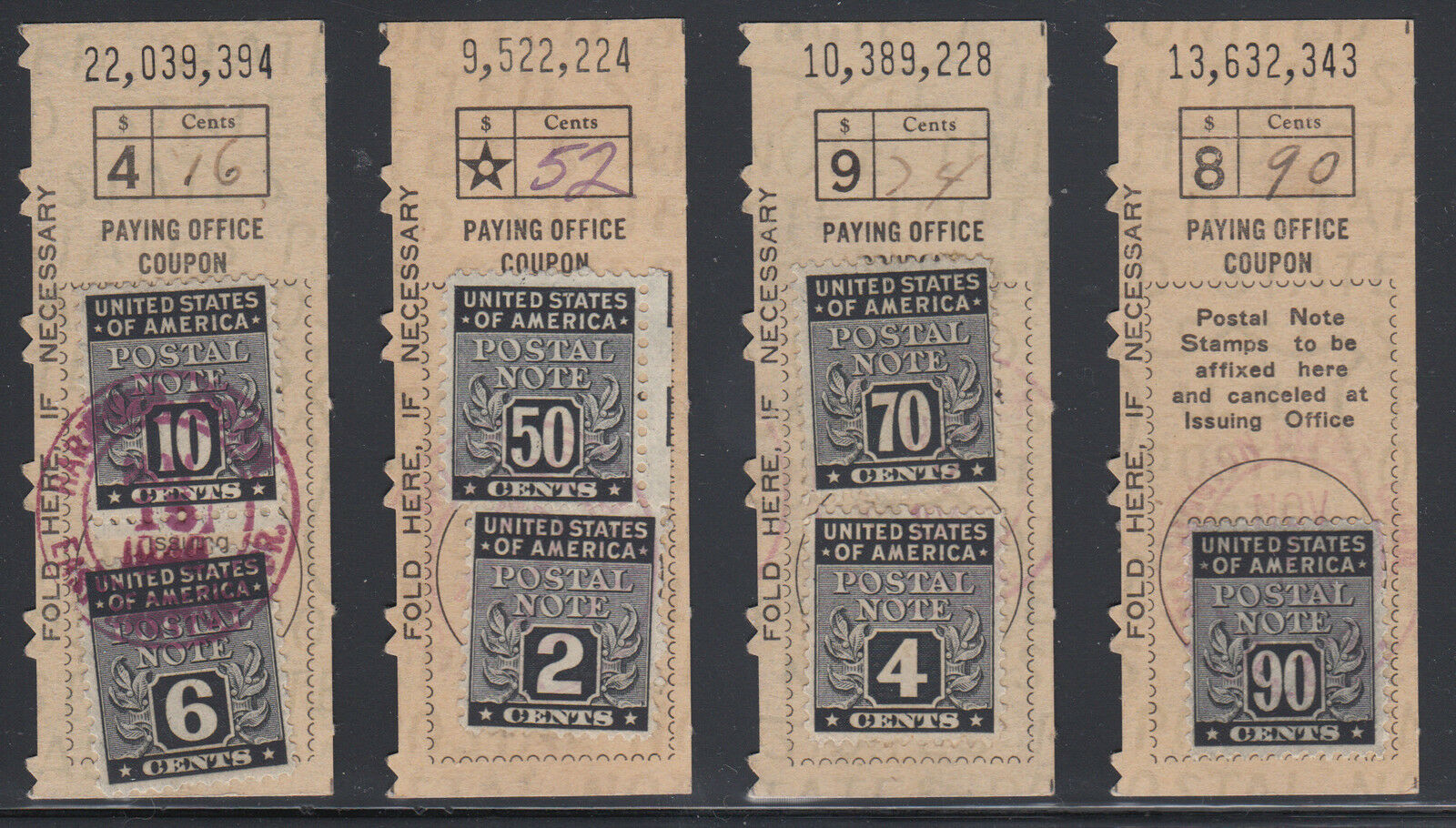
Корешки почтовых ордеров США

## Испания
Переводные марки выпускались в Испании два раза;
- в 1911 году 5 марок (с синим контрольным номером на обороте) высокой печати и номиналами 5, 10, 25, 50 сентимо, 1 песета;
- в 1920 году 5 литографических марок (без контрольного номера) и номиналами 5, 10, 25 сентимо, 1 песета двух оттенков фиолетового цвета.

Для них характерна надпись исп. «Giro» («Перевод»), расположенная в нижней части марки. Всего было выпущено пять основных марок одного рисунка, отличающихся номиналами.
Известен тет-беш марки с номиналом 10 сентимо.

## Италия
1 июля 1924 года в Италии была выпущена серия из шести марок для почтовых переводов номиналами 20, 40, 50 чентезимо и 1, 2, 3 лиры. Марки двуцветные, цифры напечатаны чёрным на цветном рисунке. Марки печатались высокой печатью на бумаге с водяным знаком «корона», встречающийся в разных местах марки. На миниатюрах в чентезимо изображена цифра номинала в орнаменте, в лирах — ангел. На марках дана надпись «Segnatasse Vaglia» на марках в чентезимо вверху рисунка, в лирах — вверху и внизу. Они были в обращении два года, изъяты 1 июля 1926 года.
Известны марки с перевёрнутыми и отсутствующими цифрами. Беззубцовые экземпляры всех марок являются пробными отпечатками.
Переводные марки Сан-Марино и пяти итальянских колоний организованы соответствующими надпечатками шести итальянских переводных марок.

## Нидерланды
Почтовым ведомством Нидерландов 1 декабря 1884 года была выпущена серия из 7 напечатанных способом высокой печати марок одного рисунка для контроля выплаты переводов номиналами 1, 1½, 2, 3, 4, 5 и 10 гульденов.
Для них характерна надпись нидерл. Postbewijs («Почтовая квитанция»), расположенная вверху марки. Эти марки оставались в обращении до 31 декабря 1899 года и использовались для контроля вывода средств (то есть не для почтовых целей).

## Сальвадор
Переводные марки одного рисунка выпускались в Сальвадоре два раза:
- в 1895 году 9 литографических марок номиналами 1, 2, 3, 7, 10, 25, 50, 100, 200 сентаво;
- в 1905/1906 году 5 литографических марок номиналами 1, 2, 3, 10, 25 сентаво других цветов.

На них надписи:
- по бокам марки исп. «Servicio de correos» («Почтовая служба»);
- вверху марки исп. «Giros tasa» («Размер денежного перевода»).

## США
В США марки почтовых переводов (англ. Postal Note Stamps) были выпущены 1 февраля 1945 года как дополнение к обычной услуге денежных переводов. Они обеспечивали дополнительный перевод сумм менее 1 доллара США. Одна или две почтовые марки общей стоимостью от 1 до 99 центов приклеивались к бланку почтового перевода с впечатанной долларовой суммой (англ. Postal Note) Соединённых Штатов и погашались почтовым служащим. Марки размещались на второй из трёх частей бланка, остающейся в почтовом отделении. Они находились в обращении до 31 марта 1951 года. Серия состоит из 18 марок одного рисунка с номиналами единиц от 1 до 9 центов и десятков от 10 до 90 центов. Печать осуществлялась на ротационной машине. Текст Postal Note находится на середине марки.

## Сиам
В 1925 году в Сиаме было выпущено 8 авиапочтовых марок с номиналами 2, 3, 5, 10, 15, 25, 50 сатангов и 1 бат. В том же году на марках была сделана синяя (на номиналах 3, 15, 50 сатангов) или красная (на остальных номиналах) трёхстрочная надпечатка на тайском языке «Государственный музей Сиама 2468» (тайск. สยามรัฐ/พิพิธภัณฑ์/๒๔๖๘), но так и не были введены в обращение. Смерть короля Вачиравуда привела к отмене ярмарки, на которой должны были выпустить эту серию. В 1928 году эти марки использовались только в межведомственной службе для целей учёта в отделах денежных переводов и посылок различных почтовых отделений Бангкока и никогда не продавались широкой публике. Остатки тиража были фиктивно погашены почтовыми штемпелями, поэтому чистые марки очень редки.

Квартблок тайской марки 1925 года с надпечаткой и фиктивным гашением 1928 года
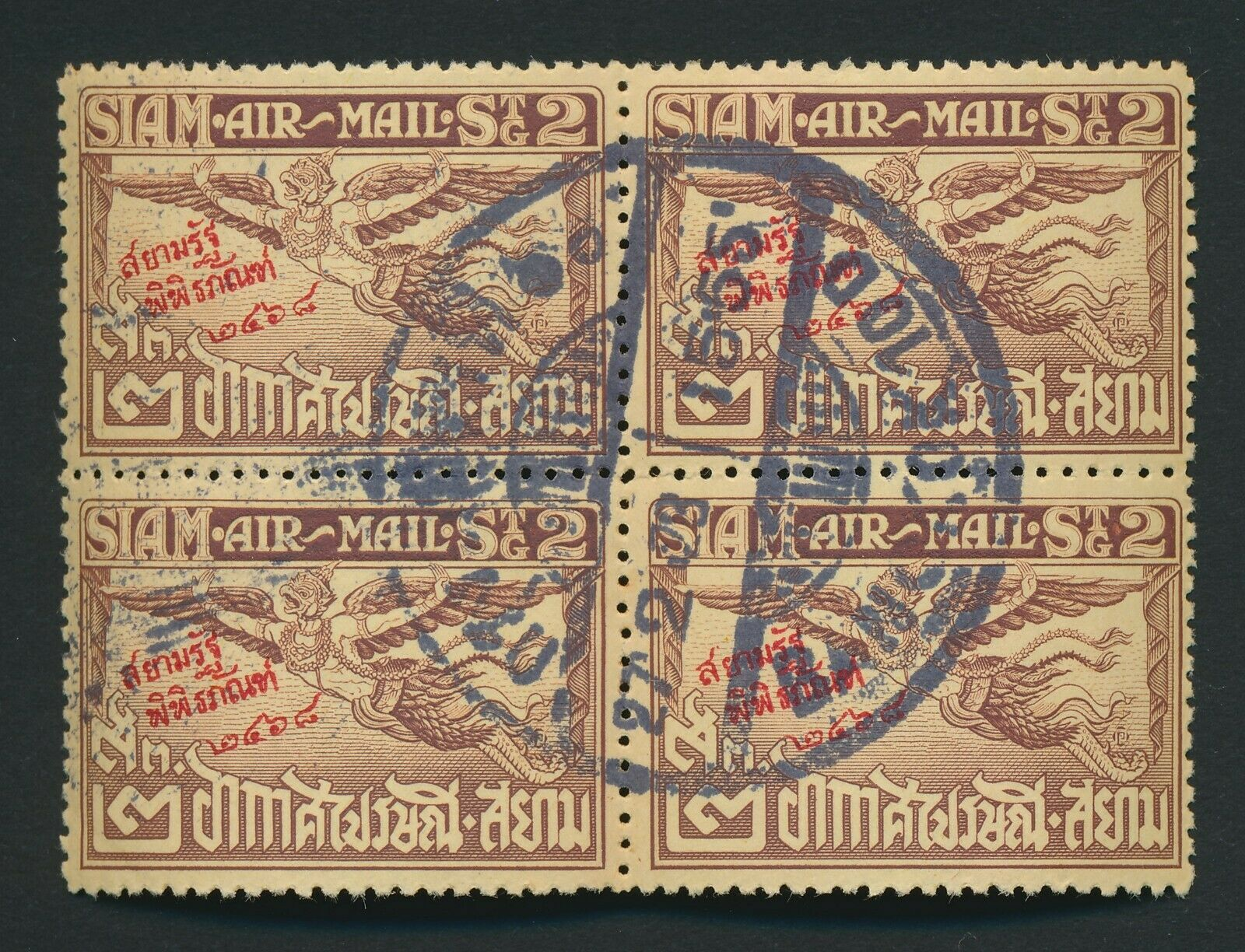
Сиам, 1925 год, 2 сатанга (Mi #II)